# كريستوفر لاش
كريستوفر لاش (بالإنجليزية: Christopher Lasch)‏ هو صحفي وكاتب ومؤرخ أمريكي، ولد في 1 يونيو 1932 في أوماها في الولايات المتحدة، وتوفي في 14 فبراير 1994 في Pittsford, New York ‏ في الولايات المتحدة بسبب ابيضاض الدم.

## وصلات خارجية
- كريستوفر لاش على موقع إن إن دي بي (الإنجليزية)